# Winamp
El Winamp és un reproductor multimèdia per a Microsoft Windows desenvolupat originalment per Justin Frankel i Dmitry Boldyrev  per la seva empresa Nullsoft, i finalment adquirit per America Online el 1999 per 80 milions de dòlars. Es troba com a programari gratuït i programari de prova. El Winamp té un clon lliure anomenat XMMS.
Va ser adquirida per Radionomy el 2014, ara coneguda com a Llama Group . Des de la versió 2, s'ha venut com a freemium i admet extensibilitat amb complements i aspectes, i inclou visualització de música, llistes de reproducció i una biblioteca multimèdia, amb el suport d'una gran comunitat en línia.
La versió 1 de Winamp es va publicar el 1997 i ràpidament es va popularitzar amb més de 3 milions de descàrregues,  seguint la tendència creixent de compartir fitxers MP3 . El Winamp 2.0 va ser llançat el 8 de setembre de 1998. Les versions 2.x es van utilitzar àmpliament i van convertir Winamp en una de les aplicacions de Windows més descarregades.  L'any 2000, Winamp tenia més de 25 milions d'usuaris registrats  i el 2001 en tenia 60. milions d'usuaris. Una mala acollida a la reescriptura del 2002, Winamp3, va ser seguida pel llançament de Winamp 5 el 2003 i un llançament posterior de la versió 5.5 el 2007. També es va llançar una versió per a Android, ara descatalogada, juntament amb les primeres versions per a MS-DOS i Macintosh.
Després d'una pausa de cinc anys, Winamp 5.8 (escrit com a Winamp 5. {\displaystyle \infty } ) es va filtrar al públic el 2018  abans del seu llançament final per Radionomy; el desenvolupament s'ha reprès des de llavors   amb la darrera versió 5.9.2 publicada el 26 d'abril de 2023. El seu desenvolupador, Radionomy, ha canviat de nom a Llama Group i ha llançat un servei de streaming que permet als usuaris donar suport a artistes comprant avantatges o NFT. El servei es va llançar a la web l'abril de 2023, seguit d'aplicacions beta per a Android i iOS el juliol de 2023. El setembre de 2024, Llama Group va publicar parcialment el codi font de Winamp per a Windows sota una llicència personalitzada disponible; el repositori de codi font es va eliminar poc després després de rebre crítiques pels termes de la seva llicència i la inclusió de codi propietari.

## Història
Winamp es va llançar per primera vegada el 1997, quan Justin Frankel i Dmitry Boldyrev, antics estudiants de la Universitat d'Utah, van integrar la seva interfície d'usuari de Windows amb el motor de reproducció de fitxers MP3 d'Advanced Multimedia Products ("AMP"). El nom Winamp (originalment escrit WinAMP) era un acrònim de "Windows" i "AMP".  El minimalista WinAMP 0.20a va ser publicat com a programari gratuït el 21 d'abril de 1997.
Originalment estava basat en el motor desxifrador AMP® de PlayMedia Systems, en les següents versions va ser substituït per Nitrane, un descodificador patentat i creat per Nullsoft, que va acabar en mans dels tribunals. Poc després Nullsoft va canviar per un descodificador ISO de Fraunhofer Gesellschaft, els promotors del format MP3.
La seva interfície sense finestres i només amb barra de menús només mostrava les funcions de reproducció (obrir), aturar, pausar i reprendre la pausa. Es reproduiria un fitxer especificat a la línia d'ordres o deixat anar a la seva icona. La descodificació d'MP3 es va dur a terme mitjançant el motor de descodificació AMP desenvolupat pel cofundador d'Advanced Multimedia Products, Tomislav Uzelac, que era gratuït per a ús no comercial.  Era compatible amb Windows 95 i Windows NT 4.0. Winamp va ser el segon reproductor MP3 en temps real per a Windows, el primer va ser WinPlay3.

### Winamp 1
La versió 1.006 es va publicar el 7 de juny de 1997, rebatejada com a "Winamp", és a dir, amb "amp" ara en minúscules. Mostrava un analitzador d'espectre i un control lliscant de volum que canvia de color, però no mostrava cap forma d'ona. La llicència no comercial AMP s'incloïa al seu menú d'ajuda.
Segons Tomislav Uzelac, Frankel va obtenir la llicència del motor AMP 0.7 l'1 de juny de 1997.  Frankel va fundar formalment Nullsoft Inc. el gener de 1998 i va continuar el desenvolupament de Winamp, que va passar de programari gratuït a programari compartit de 10 dòlars.  Tot i que no hi hauria funcions addicionals pagant 10 dòlars, la popularitat i la càlida acollida de Winamp van fer que Nullsoft guanyés 100.000 dòlars al mes aquell any amb xecs en paper de 10 dòlars enviats per correu per usuaris de pagament.
L'equip original de Nullsoft va deixar de treballar el 2004. A partir de la versió 5.1, el desenvolupament de Winamp s'atribueix a Ben Allison (Benski) i Maksim Tyrtyshny.
Unagi és el nom en clau del motor de reproducció multimèdia derivat de les tecnologies bàsiques de Winamp. AOL va anunciar el 2004 que Unagi s'incorporaria a AOL Media Player (AMP), en desenvolupament.  Després de les proves beta, AMP es va deixar de publicar el 2005, però algunes parts van continuar al reproductor web d'AOL.